# Compagnia dei Cento Associati
La Compagnia dei Cento Associati o Compagnia della Nuova Francia fu una compagnia francese fondata nel 1627 per valorizzare il commercio delle pellicce e per fondare in Nordamerica delle colonie.
Creata dal Cardinale Richelieu per rimpiazzare la Compagnia di Montmorency, la Compagnia della Nuova Francia aveva una capitale iniziale di 90.000 livres.
La prima nave di coloni, circa quattrocento, partì nel 1628, trovando notevoli difficoltà dato che (nel frattempo era scoppiata la guerra tra Inghilterra e Francia) vennero catturate le navi dagli inglesi; la stessa colonia venne occupata fino al 1632.
Trovatasi in difficoltà finanziarie cedette il monopolio del commercio delle pellicce alla Compagnie des habitants.
Nel 1663 la compagnia venne sciolta da Re Luigi XIV e la colonia della Nuova Francia venne posta sotto diretto controllo della corona.